# Snegurochka Planitia
Snegurochka Planitia est une plaine située sur la planète Vénus par 86,6° N et 328° E, au nord d'Ishtar Terra. Elle est limitée au nord et à l'ouest par Dennitsa Dorsa et, au-delà, Louhi Planitia, au sud-ouest par Metis Mons, au sud par Anahit Corona, au sud-est par Itzpapalotl Tessera et, au-delà, Lakshmi Planum, et à l'est par Szél-anya Dorsa.
Le pôle nord de Vénus se trouve aux confins de Snegurochka et de Louhi Planitia, presque exactement sur Dennitsa Dorsa.